# De vleermuis (stripalbum)
De vleermuis is een  stripverhaal uit de reeks van Jerom.

## Locaties
Dit verhaal speelt zich af op de volgende locaties:
- kasteel van Morotari, kasteel van barones Van Kwimperzele, landhuis van Bolzani.

## Personages
In dit verhaal spelen de volgende personages mee:
- Jerom, Odilon, professor Barabas, tante Sidonia, president Arthur, barones Van Kwimperzele, vleermuis, veldwachter, James (butler), John (detective), medewerkers krant, circusdirecteur Bolzani, dokter.

## Het verhaal
Jerom botst op de auto van barones Van Kwimperzele en als ze ziet hoe sterk hij is, vraagt ze of hij bij haar in dienst wil komen. Ze wordt bedreigd door iemand die zich verkleedt als vleermuis en die haar kostbare halssnoer wil stelen. Jerom vraagt toestemming bij Morotari en gaat 's avonds naar de barones. Hij ziet de vleermuis, maar deze ontsnapt. Odilon is stiekem ook naar het kasteel gegaan en wordt door Jerom weggestuurd. Jerom leest in de krant dat circus Bolzani sluit, een circus waar vroeger een act met een vleermuis was. Jerom gaat naar het circusterrein en ziet dat alles verdwenen is. Hij gaat daarna naar de veldwachter om te vragen waar de circusdirecteur woont, maar deze wil dat niet vertellen. Jerom wordt gearresteerd, maar na een telefoontje van de barones wordt hij weer vrijgelaten. Op het kasteel krijgt Jerom een brief van de vleermuis waarin deze schrijft dat het halssnoer over drie dagen gestolen zal worden. Jerom ontmoet John, een broer van James. John is detective en is door de barones gevraagd om ook te helpen. 
Jerom belt de krant en krijgt het adres van Bolzani. Daar aangekomen blijken veel wilde dieren in zijn tuin te zitten. Jerom treft de circusdirecteur bewusteloos op de grond liggen en belt een ambulance. Jerom vraagt de dokter om hem te laten bellen zodra hij weer bij kennis is. Drie dagen later bewaken Jerom en James het park, John en de barones zijn in de kamer bij het halssnoer. Dan hoort Jerom de telefoon en hoort van de circusdirecteur dat de vleermuisact werd gedaan door Kolknops. Jerom beseft dat dit de achternaam van de butler is en stormt de kamer van de barones binnen. Ze is vastgebonden en het halssnoer is verdwenen. James valt de vleermuis aan, maar wordt neergeslagen. Jerom kan de vleermuis verslaan en James vertelt dat hij zich schaamt voor zijn broer. Dan komt de veldwachter en hij neemt de vleermuis mee. De barones bedankt Jerom en hij gaat weer naar huis.